# Orogenesi brasiliana

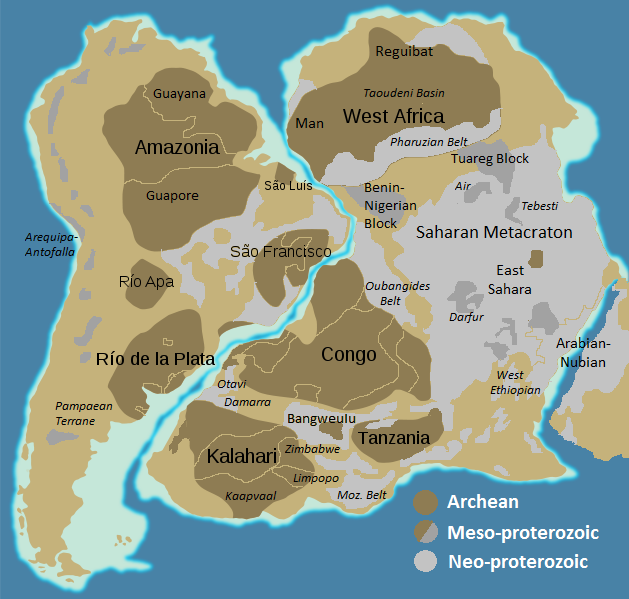
La parte occidentale della Gondwana con i principali cratoni (in marrone) e l'orogenesi Pan-Africana (in grigio).

L’orogenesi brasiliana o ciclo brasiliano (in lingua portoghese: Orogênese Brasiliana e Ciclo Brasiliano) è una serie di processi orogenetici risalenti al Neoproterozoico e che sono esposti principalmente in Brasile e in altre regioni del Sud America. L'orogenesi brasiliana è la denominazione regionale della più vasta orogenesi Pan-Africana che si estese non solo nel Sud America, ma in quasi tutto l'antico supercontinente Gondwana.
La denominazione di ciclo orogenetico brasiliano fu coniata da Almeida et al nel 1973.

## Caratteristiche
In senso più esteso l'orogenesi brasiliana include anche l'orogenesi pampeana.
L'orogenesi portò alla chiusura di parecchi oceani storici (Ciclo di Wilson) e aulacogeni che includevano l'oceano Adamastore, l'oceano Goianides, l'oceano della Formazione Puncoviscana (ma la relazione di questo oceano con la Formazione Puncoviscana è oggetto di dispute) e l'oceano Peri-Franciscano.
I tentativi di correlare le cinture dell'orogenesi brasiliana nel Sud America con le cinture Pan-Africane sull'altro lato dell'Atlantico risultano in molti casi problematiche.

### Annotazioni
1. ↑  Questo oceano è chiamato anche Oceano Pampeano

### Fonti
1. ↑   A. Kröner e R. J. Stern, Pan-African Orogeny (PDF), in Selley, Cocks e Plimer (a cura di), Encyclopedia of Geology, vol. 1, Amsterdam, Elsevier, 2004,  p. 1, ISBN 978-0-12-636380-7. URL consultato il Decembre 2015.
2. ↑   Claudio Gaucher, Hartwig E. Frimmel e J.B. Germs, Tectonic Events and Palaeogeographic Evolution of Southwestern Gondwana in the Neoproterozoic and Cambrian, in Claudio Gaucher, Sial e Haverson (a cura di), Neoproterozoic-cambrian tectonics, global change and evolution: a focus on south western Gondwana, Elsevier, 2010,  pp. 295–316.
3. ↑   Florencio G. Aceñolaza e Alejandro Toselli, The Pampean Orogen: Ediacaran-Lower Cambrian Evolutionary History of Central and Northwest Region of Argentina, in Claudio Gaucher, Sial e Haverson (a cura di), Neoproterozoic-cambrian tectonics, global change and evolution: a focus on south western Gondwana, Elsevier, 2010,  pp. 239–254.
4. ↑  (PT) Benjamin Bley de Brito Neves, Ciclos Transamazônico e Brasiliano (PDF), in Glossário Geológico Ilustrado. URL consultato il 16 dicembre 2017 (archiviato dall'url originale il 26 novembre 2018).
5. ↑   Hartwig E. Frimmel, Configuration of Pan-African Orogenic Belts in Southwestern Africa, in Claudio Gaucher, Sial e Haverson (a cura di), Neoproterozoic-cambrian tectonics, global change and evolution: a focus on south western Gondwana, Elsevier, 2010,  pp. 145–151.